# Nguyên Hùng (nhà Tùy)
Nguyên Hùng (chữ Hán: 源雄, ? – ?), tự Thế Lược, người huyện Lạc Đô quận Tây Bình , quan viên nhà Tây Ngụy, nhà Bắc Chu cuối thời Nam bắc triều và nhà Tùy.

## Thân thế
Ông kỵ là quốc chủ cuối cùng của nước Nam Lương thời Thập lục quốc: Nam Lương Cảnh vương Thốc Phát Nục Đàn.
Ông cụ là Nguyên Hạ, danh tướng nhà Bắc Ngụy, được phong Lũng Tây vương; sử cũ có truyện. Nguyên Hạ là con trai duy nhất còn sót lại của Thốc Phát Nục Đàn.
Ông nội là Nguyên Hoài, con trai thứ của Nguyên Hạ, do anh trai Nguyên Duyên mất sớm nên được kế tự; sử cũ có truyện.
Cha là Nguyên Toản, tự Linh Tú, con trai út của Nguyên Hoài, vị đến Thái phủ thiếu khanh, bị giết trong sự kiện Hà Âm, được tặng chức Định Châu thứ sử.

## Sự nghiệp
Hùng từ nhỏ có tính khoan hậu, dung mạo đẹp. Cuối đời Bắc Ngụy, Hùng được khởi dùng làm Bí thư lang, rồi được gia Chinh lỗ tướng quân. Hùng thay đổi tên họ, lẻn vào Quan Trung; quyền thần Vũ Văn Thái gặp ông thì xem trọng, ban tước Lũng Tây quận công. Sau đó Hùng theo Bắc Chu Vũ đế đánh Bắc Tề, nhờ công được thụ Khai phủ, đổi phong Sóc Phương quận công, bái làm Ký Châu thứ sử. Bấy giờ người Đột Quyết xâm phạm biên thùy, triều đình lấy Hùng làm Bình Châu thứ sử để ngăn chặn; chưa bao lâu, ông được làm Kiểm hiệu Từ Châu tổng quản.
Đến khi Dương Kiên làm thừa tướng, Úy Trì Huýnh dấy binh phản kháng; bấy giờ gia đình Hùng ở Tương Châu, Huýnh ngầm gởi thư dụ ông, Hùng rút cục không theo; Dương Kiên cũng gởi thư an ủi, khích lệ ông. Huýnh sai tướng là Tất Nghĩa Tự chiếm cứ lan Lăng, Tịch Bì đánh hạ Xương Lự, Hạ Ấp. Hùng sai Từ Châu thứ sử Lưu Nhân Ân đánh Nghĩa Tự, Nghi đồng Lưu Hoằng, Lý Diễm dẹp Tịch Bì, đều bình định được.
Nhà Trần thừa dịp nhà Bắc Chu phát sinh nội loạn, sai tướng là bọn Trần Tuệ Kỷ, Tiêu Ma Ha, Nhâm Trung, Chu La Hầu, Phàn Nghị xâm phạm Giang Bắc, tây từ Giang Lăng, đông đến Thọ Dương, được phần đông dân chúng hưởng ứng. Hùng với bọn Ngô Châu tổng quản Vu Ỷ, Dương Châu tổng quản Hạ Nhược Bật, Hoàng Châu tổng quản Nguyên Cảnh Sơn đánh đuổi được, giành lại hết đất cũ. Đông Đồng Châu thứ sử Tào Hiếu Đạt giữ châu nổi loạn, Hùng sai binh tập kích, chém được. Hùng được tiến vị Thượng đại tướng quân, bái làm Từ Châu tổng quản. Sau vài năm, Hùng được chuyển làm Hoài Châu thứ sử, sau được thăng làm Sóc Châu tổng quản. Người Đột Quyết xâm nhập cướp bóc, Hùng liền bắt chém, khiến người tộc thiểu số phương bắc kiêng dè.
Trong chiến dịch đánh Trần, Tùy Văn đế lấy Hùng làm Hành quân tổng quản, theo Tần vương Dương Tuấn ra Tín Châu đạo. Sau khi diệt nước Trần, Hùng nhờ công được tiến vị Thượng trụ quốc, trao cho con trai ông là Nguyên Sùng tước Đoan Thị huyện bá, Nguyên Bao tước An Hóa huyện bá, ban 5000 tấm lụa, quay về trấn thủ Sóc Châu. Năm sau, Hùng xin hưu, được triệu về kinh sư.
Hùng mất ở nhà, không rõ khi nào, hưởng thọ 70 tuổi.
Con trai là Nguyên Sùng được kế tự, làm đến Nghi đồng. Thời Tùy Dượng đế, Sùng đang ở chức Thượng Đảng tán trị, được vào triều làm Thượng thư Ngu bộ lang. Đến khi thiên hạ loạn lạc, Sùng đem binh đánh dẹp khởi nghĩa ở Bắc Hải, ra sức chiến đấu mà chết, được tặng chức Chánh nghị đại phu.